# Abraham Jeremias Polak
Abraham Jeremias Polak (Rotterdam, 20 september 1839 – aldaar, 26 april 1907) was een Nederlands koopman en muziekliefhebber.

## Biografie
Hij was zoon van Jeremias Abraham Polak en Sara Mozes van Goch. Hijzelf was getrouwd met Jeanette Rosenthal. Hij werd begraven op de Israelitische Begraafplaats, Dijkstraat, Rotterdam. Hun zoon Richard Polak (1870-1957) kreeg in Engeland enige bekendheid als fotograaf, van hem is een verzameling foto’s op genomen in de "Royal Photographic Society Collection" in bezit van het Victoria and Albert Museum.
Polak was directeur van de firma A.J. Polak & Zonen op de Hoogstraat in Rotterdam. Het Algemeen Dagblad van 27 april 1907 omschreef het als "engros-zaak in katoentjes”. In zijn vrije tijd ging zijn belangstelling uit naar muziek. Hij was amateurmusicus, die veelal vanuit Rotterdamse hoek geraadpleegd werd. Hij is echter in de 21e eeuw voornamelijk nog bekend vanwege enkele boeken over muziek. Hij schreef die veelal in het Duits omdat hij het vermoeden had, dat daar meer belangstelling was voor dergelijke literatuur dan in Nederland. Hij was lid van het "Utrechts Genootschap van Kunsten en Wetenschappen". In aanvulling op bovenstaande was Polak bestuurslid van het "Israëlitisch Armbestuur" en het "Gesticht van Israëlitische oude lieden en zieken".